# 힝클리 보스워스

힝클리 보스워스의 위치

힝클리 보스워스(영어: Hinckley and Bosworth)는 잉글랜드 레스터셔주에 위치한 비도시 자치구로 중심 도시는 힝클리이며 인구는 107,722명(2014년 기준), 면적은 297.3km2이다.